# 三井莉穂
三井 莉穂（みつい りほ、1992年11月12日 - ）は日本で活動するミュージカル俳優である。大阪府大阪市鶴見区出身。劇団四季所属。

## 来歴
小学校4年生の頃からミュージカルのレッスンを受け、大阪市立咲くやこの花高等学校演劇科に1期生として入学し、在学中は島谷ひとみ主演の赤毛のアンに出演するなどの活動を行い、3年時の2010年に劇団四季研究生のオーディションに合格し、高校卒業後の2011年4月に劇団四季研究所へ入所した。同年9月25日に新名古屋ミュージカル劇場で開幕したウィキッド名古屋公演のアンサンブル5枠役が初舞台出演となった。2013年4月7日に開幕したリトル・マーメイド日本初演公演ではアンサンブル3枠/四女アティーナ役のオリジナルキャストとして出演しており、後に発売されたCDにも参加している。2015年に開幕したアラジンでは初演キャストに選ばれ、同年6月3日に2代目ジャスミン役として初出演している。2021年に開幕したアナと雪の女王でも初演キャストに選ばれており、同年7月14日に2代目エルサ役として初出演した。

## 人物
同じく劇団四季に所属する小林唯は高校の1期後輩である。

## 主な出演作品
- 島谷ひとみ主演赤毛のアン（2010年大阪公演）
- ウィキッド（2011年アンサンブル5枠）（2023年エルファバ）
- ライオンキング（2012年アンサンブル7枠）
- リトル・マーメイド（2013年アンサンブル3枠/アティーナ）
- 劇団四季FESTIVAL！ 扉の向こうへ  (2015年ヴォーカルパート)
- アラジン（2015年ジャスミン）
- アナと雪の女王（2021年　エルサ）

※括弧内の年は初出演年